# Louis Charavel
Louis »Sabipa« Charavel, francoski dirkač, * 31. avgust 1890, Saint-Germain-du-Puch, Francija, † 11. september 1980, Neuilly-sur-Seine, Francija.
Louis Charavel se je rodil leta 1890. Na dirkah za Veliko nagrado je prvič nastopil v sezoni 1921, ko je na dirki Grand Prix de l´U.M.F. osvojil četrto mesto. Svetovno slavo pa si je pridobil z zmago na prvenstveni dirki za Veliko nagrado Italije v sezoni 1926 z dirkalnikom Bugatti T39A, svoji edini dirki za tovarniško moštvo Automobiles Ettore Bugatti.
Na stopničke se mu je uspelo uvrstiti še na dirkah za Veliko nagrado Boulogna v sezoni 1927 in dirki športnih dirkalnikov za Veliko nagrado Guipuzcoe v sezoni 1929. Po dirki za 24 ur Le Mansa 1933, na kateri je odstopil, se je upokojil kot dirkač.